# King of the Ants
King of the Ants es una película del director estadounidense Stuart Gordon, creador de la mítica Re-Animator . Filmada en 2003, King of the Ants cuenta la historia de un hombre sin rumbo que descubre su destino cuando es contratado para asesinar a un hombre que nunca ha conocido. Poco a poco, los cuerpos de víctimas inocentes se apilarán en su camino, pues un hambre ciega de cumplir su misión nubla su mente...y lo que queda de su humanidad. Algunos de los actores que participan en esta cinta, considerada por la crítica como una de las mejores de Gordon, son: Chris McKenna (En su primer papel protagónico), Kari Wuhrer, Daniel Baldwin, George Wendt y Ron Livingston, entre otros. En México, la película es distribuida por Zima entertainment.
- Datos: Q1168660